# Híres salgótarjániak listája

## Salgótarjánban születtek[1]
- 1879. április 23-án Cotel Ernő († 1954) a Magyar Tudományos Akadémia tagja, mérnök, egyetemi tanár
- 1884. december 23-án Lengyel Géza († 1965) botanikus, agrobotanikus, a biológiai tudomány kandidátusa, a Magyar Tudományos Akadémia levelező tagja
- 1889. november 10-én Tetmajer Alfréd kohómérnök
- 1896. július 21-én Schlattner Jenő († 1965) Kossuth-díjas gépészmérnök, a kémiai tudományok kandidátusa
- 1897. október 15-én Bóna Kovács Károly († 1970) szobrászművész, festőművész
- 1909. június 5-én Zentai Károly († 1997) pedagógus, pszichológus
- 1920. április 24-én Zenthe Ferenc († 2006)  Kossuth-díjas és kétszeres Jászai Mari-díjas színművész, érdemes és kiváló művész, a Nemzet Színésze
- 1924. május 4-én Pántos György († 1986) egyetemi tanár
- 1927. április 5-én Fekete Tibor († 2014) színművész
- 1927. április 15-én Tuschák Róbert († 2018) Széchenyi-díjas magyar gépész- és villamosmérnök, egyetemi tanár, a Magyar Tudományos Akadémia rendes tagja
- 1928. január 4-én Szántay Csaba († 2016) Állami és Széchenyi-díjas vegyészmérnök, egyetemi tanár, a Magyar Tudományos Akadémia rendes tagja
- 1928. február 9-én R. Várkonyi Ágnes († 2014) Széchenyi-díjas történész,  művelődéstörténész, egyetemi tanár, a Magyar Tudományos Akadémia rendes tagja
- 1930. június 12-én Vasas Károly († 1992) Munkácsy-díjas szobrász
- 1930. szeptember 17-én Vilezsál Oszkár († 1980) olimpiai bronzérmes labdarúgó
- 1931. április 7-én Szojka Ferenc († 2011) válogatott labdarúgó, 1954-ben a svájci világbajnokságon ezüstérmet szerzett válogatott tagja
- 1932. március 12-én Oláh Jolán († 2005) roma származású magyar autodidakta festőművész, népi és naiv művész
- 1933. július 9-én Komlóssy Erzsébet († 2014) Kossuth- és Liszt Ferenc-díjas opera-énekesnő
- 1933. augusztus 25-én Gaál István († 2007) Kossuth- és Balázs Béla-díjas filmrendező
- 1934. augusztus 23-án Nagy Pál író, műfordító, tipográfus
- 1934. október 12-én Szerémy Gyula († 2012) Megyei Prima-díjas (2005) és Prima Primissima díjas (2006 - Oktatás-Közművelődés kategória) pedagógus
- 1944. szeptember 19-én Básti István, olimpiai bajnok labdarúgó
- 1946. szeptember 6-án Szalay Miklós, olimpiai bajnok labdarúgó
- 1947. augusztus 17-én Tatár György filozófus, esszéista és publicista, az ELTE-BTK, Filozófia Intézet, Általános Filozófia Tanszék tanára
- 1947-ben Naftali Herstik(wd) († 2024), a jeruzsálemi nagy zsinagóga vezető kántora
- 1949. február 26-án Hollai Kálmán († 2022) színművész
- 1950. január 3-án ef Zámbó István Munkácsy-díjas festő, grafikus, szobrász
- 1950. május 13-án Liptay Katalin újságíró, tanár, a Magyar Rádió irodalmi osztályának szerkesztő-riportere
- 1952. március 6-án Botos András ökölvívó, edző
- 1953. április 21-én Kovács István válogatott labdarúgó
- 1957. február 6-án Snétberger Ferenc Kossuth-díjas és Liszt Ferenc-díjas gitárművész
- 1959. november 3-án Dr. Zentai László tanszékvezető egyetemi tanár, az ELTE rektorhelyettese
- 1962. május 8-án Tomka Béla történész, egyetemi tanár
- 1962. június 8-án Pándy Piroska opera- és operetténekes
- 1962. augusztus 2-án Alapi István gitáros
- 1962. december 29-én Várkonyi Gábor történész, egyetemi docens
- 1965. január 27-én Sándor Klára nyelvész, dékánhelyettes, országgyűlési képviselő
- 1966. március 28-án Zalán János, szinkronhang, színész, producer, 2015-től a Pesti Magyar Színház igazgatója.
- 1966. május 7-én Pintér Attila visszavonult labdarúgó, 20-szoros válogatott labdarúgó, edző (Jelenleg a Győri ETO FC edzője).
- 1971. július 21-én Vertig Tímea színművésznő
- 1972. március 19-én Pindroch Csaba színművész
- 1972. május 5-én Szőke Péter Jakab festőművész
- 1972. december 7-én Gyuriska János színművész
- 1974. január 4-én Gáspár Győző cigány származású magyar „showman”, művésznevén „Győzike”
- 1974. február 2-án Sopotnik Zoltán magyar költő, író, szerkesztő, kritikus
- 1977. június 29-én Szujó Zoltán magyar televíziós újságíró, sportriporter, műsorvezető, sportvezető
- 1978. október 11-én Szorcsik Viktória magyar színésznő, műsorvezető
- 1979. október 3-án Sándor András újságíró
- 1981. augusztus 11-én Debreceni Boglárka író, költő, szerkesztő, kritikus
- 1990. március 30-án Simon András labdarúgó
- 1991. június 18-án Mikecz Estilla színművésznő

## Salgótarjánhoz kötődnek[1]
- Al Ghaoui Hesna (1978–) riporter, külpolitikai újságíró, a Magyar Televízió munkatársa
- Balázs János (1905–1977) cigány festőművész és költő
- Brellich János, osztrák vasútmérnök, a Magyar Északi Vasút igazgatósági tagja és mérnöke
- Csengődy Lajos (1894–1955)  evangélikus lelkész
- Czinke Ferenc (1926–2000) grafikus
- Dornyay Béla (1887–1965) tanár, helytörténész, múzeumalapító
- gróf Forgách Antal (ez a Forgách Antal kötődött Salgótarjánhoz?) kancellár, a Magyar Északi Vasút befektetője és támogatója
- Förster Kálmán  (1885–1971) a város első polgármestere
- Iványi Ödön (1918–1985) festőművész
- Kovács Nándor (1841–1905) katolikus pap
- Oláh Gergő (1988–) énekes
- Radics Gigi (1996–) énekesnő
- Rokfalusy Lajos (1887–1974) ipariskola igazgató, hegymászó, SBTC Turista Szakosztályának díszelnöke
- Róth Flóris (1865–1955) bányamérnök, a bányavállalat igazgatója
- Szilárdy Ödön (1832–1912) földbirtokos, gazdaságfejlesztő

## Salgótarján díszpolgárai
- Czinke Ferenc grafikus
- Csongrády Béla (2004)  helytörténész, közíró
- Dóra Ottó (2016) volt polgármester (posztumusz)[2]
- Förster Kálmán polgármester
- Herold László tanár, iskolaigazgató
- Mecser Lajos (2009) hosszútávfutó
- dr. Molnár Pál helytörténész, múzeumigazgató
- Róth Flóris (1936) bányamérnök
- R. Várkonyi Ágnes (2004) történész
- Snétberger Ferenc (2002) gitárművész
- Szabó István (1976) szobrász
- Zenthe Ferenc (2003) színművész